# Mount Pearson
Mount Pearson ist ein markanter, 2440 m hoher Schneegipfel in den Victory Mountains des ostantarktischen Viktorialands. Er ragt an der Westseite der Mündung des Lensen-Gletschers in den Pearl-Harbor-Gletscher auf.
Teilnehmer der New Zealand Federated Mountain Clubs Antarctic Expedition (1962–1963) benannten ihn nach Frank H. Pearson, Landvermesser dieser Forschungsreise.